# NGC 2990
NGC 2990 is een spiraalvormig sterrenstelsel in het sterrenbeeld Sextant. Het hemelobject werd op 29 december 1786 ontdekt door de Duits-Britse astronoom William Herschel.

## Synoniemen
- UGC 5229
- MCG 1-25-21
- ZWG 35.51
- ARAK 214
- IRAS09436+0556
- PGC 28026